# Битва под Говтвой
Битва под Говтвой - одна из битв Восстания под предводительством Острянина. В конце марта 1638 года несколько отрядов восставших запорожцев, возглавляемых Яковом Острянином, Дмитрием Гуней и Карпом Скиданом, вышли из Сечи и двинулись на Киевщину и Полтавщину. По дороге к сечевикам присоединились многочисленные вооруженные отряды крестьян и мещан.
Повстанцы двинулись от г. Кременчуг вверх по р. Псел (приток Днепра) на городки Омельник (ныне село Кременчугского района Полтавской области) и Говтва. Последнее, расположенное на значительном возвышении в междуречье Псла и Говтвы, окруженное лесами и болотами, имело замечательные природные укрепления. Отаборившись здесь в первых числах апреля (старый стиль), казаки обнесли городок и замок валом; насыпали еще один вал между реками; на могиле, стоявшей перед валом, соорудили шанец. Командующий коронным войском С.Потоцкий подошел под Говтву в 20-х числах апреля (ст. ст.), 5 мая (25 апреля) он совершил неудачную попытку штурма: возведя земляной вал напротив окопов повстанцев, немецкая наемная пехота и реестровые казаки попытались овладеть мостом через Псел против главных ворот города, но были остановлены артиллерийским огнем. В это время многотысячный отряд запорожцев зашел в тыл польского войска и устроил засеки, чтобы лишить маневренности вражескую конницу. Когда утром следующего дня штурм возобновился, казаки ударили из одной из засек на немецкую наемную пехоту и, поскольку польская конница не смогла вовремя поддержать ее, а у немцев к вечеру кончились патроны, истребили их почти полностью. С другой засеки казаки ударили на коронное войско, которое начало наступление на казацкие окопы. Ситуация для С.Потоцкого сложилась безвыходная, и он отступил от Говтвы аж под Лубны (его потери, по некоторым подсчетам, составили более 3,5 тыс. воинов).
В результате боя под властью восставших оказалась вся Полтавщина.